# Раміро Фунес Морі
Раміро Фунес Морі (ісп. Ramiro Funes Mori, нар. 5 березня 1991, Мендоса) — аргентинський футболіст, захисник клубу «Рівер Плейт».
Виступав, зокрема, за клуб «Рівер Плейт», а також національну збірну Аргентини.

## Клубна кар'єра
Вихованець юнацьких команд футбольних клубів «Даллас» та «Рівер Плейт».
У дорослому футболі дебютував 2011 року виступами за команду клубу «Рівер Плейт», в якій провів чотири сезони, взявши участь у 78 матчах чемпіонату.
До складу клубу «Евертон» приєднався 2015 року. Відіграв за клуб з Ліверпуля 55 матчів в національному чемпіонаті.
21 червня 2018 Раміро перейшов до іспанського «Вільярреал».
22 липня 2021 до саудівської команди «Ан-Наср».

## Виступи за збірну
2015 року дебютував в офіційних матчах у складі національної збірної Аргентини. Наразі провів у формі головної команди країни 26 матчів, забив 2 голи.
У складі збірної був учасником розіграшу Кубка Америки 2016 року у США, де разом з командою здобув «срібло».
У травні 2018 року потрапив до розширеного списку гравців збірної Аргентини для участі в чемпіонаті світу з футболу 2018 але до остаточної заявки не потрапив.

## Особисте життя
Має брата-близнюка Рохеліо, який теж став професіональним футболістом.
| Дата       | Місто             | Господарі | Результат | Гості     | Турнір                                  | Голи | Примітки |
| ---------- | ----------------- | --------- | --------- | --------- | --------------------------------------- | ---- | -------- |
| 28-3-2015  | Лендовер          | Сальвадор | 0 – 2     | Аргентина | товариський матч                        | -    |          |
| 4-9-2015   | Х'юстон           | Аргентина | 7 – 0     | Болівія   | товариський матч                        | -    |          |
| 13-10-2015 | Асунсьйон         | Парагвай  | 0 – 0     | Аргентина | Відбір до ЧС 2018                       | -    | 74'      |
| 13-11-2015 | Буенос-Айрес      | Аргентина | 1 – 1     | Бразилія  | Відбір до ЧС 2018                       | -    |          |
| 17-11-2015 | Барранкілья       | Колумбія  | 0 – 1     | Аргентина | Відбір до ЧС 2018                       | -    |          |
| 24-3-2016  | Сантьяго          | Чилі      | 1 – 2     | Аргентина | Відбір до ЧС 2018                       | -    | 48'      |
| 27-5-2016  | Сан-Хуан          | Аргентина | 1 – 0     | Гондурас  | товариський матч                        | -    |          |
| 6-6-2016   | Санта-Клара       | Аргентина | 2 – 1     | Чилі      | Копа Америка 2016 - 1º тур              | -    |          |
| 10-6-2016  | Чикаго            | Аргентина | 5 – 0     | Панама    | Копа Америка 2016 - 1º тур              | -    |          |
| 14-6-2016  | Сієтл             | Аргентина | 3 – 0     | Болівія   | Копа Америка 2016 - 1º тур              | -    |          |
| 18-6-2016  | Фоксборо          | Аргентина | 4 – 1     | Венесуела | Копа Америка 2016 - чвертьфінал         | -    |          |
| 21-6-2016  | Х'юстон           | США       | 0 – 4     | Аргентина | Копа Америка 2016 - півфінал            | -    |          |
| 26-6-2016  | Східний Рутерфорд | Аргентина | 0 – 0     | Чилі      | Копа Америка 2016 - Фінал               | -    |          |
| 1-9-2016   | Мендоса           | Аргентина | 1 – 0     | Уругвай   | Відбір до ЧС 2018                       | -    |          |
| 6-9-2016   | Мерида            | Венесуела | 2 – 2     | Аргентина | Відбір до ЧС 2018                       | -    | 74'      |
| 6-10-2016  | Ліма              | Перу      | 2 – 2     | Аргентина | Відбір до ЧС 2018                       | 1    | 82'      |
| 10-11-2016 | Белу-Оризонті     | Бразилія  | 3 – 0     | Аргентина | Відбір до ЧС 2018                       | -    | 55'      |
| 15-11-2016 | Сан-Хуан          | Аргентина | 3 – 0     | Колумбія  | Відбір до ЧС 2018                       | -    | 68'      |
| 28-3-2017  | Ла-Пас            | Болівія   | 2 – 0     | Аргентина | Відбір до ЧС 2018                       | -    | 36'      |
| 7-9-2018   | Лос-Анджелес      | Аргентина | 3 – 0     | Гватемала | товариський матч                        | -    | 66'      |
| 12-9-2018  | Східний Рутерфорд | Колумбія  | 0 – 0     | Аргентина | товариський матч                        | -    |          |
| 11-10-2018 | Ер-Ріяд           | Аргентина | 4 – 0     | Ірак      | товариський матч                        | -    |          |
| 16-11-2018 | Кордова           | Аргентина | 2 – 0     | Мексика   | товариський матч                        | 1    |          |
| 21-11-2018 | Мендоса           | Аргентина | 2 – 0     | Мексика   | товариський матч                        | -    |          |
| 8-6-2019   | Сан-Хуан          | Аргентина | 5 – 1     | Нікарагуа | товариський матч                        | -    | 73'      |
| 6-7-2019   | Сан-Паулу         | Аргентина | 2 – 1     | Чилі      | Копа Америка 2019 - Матч за третє місце | -    | 90'      |
| Усього     |                   | Матчів    | 26        |           | Голів                                   | 2    |          |

## Досягнення
«Рівер Плейт»
- Чемпіон Аргентини: Фіналь 2014, 2023
- Володар Південноамериканського кубка: 2014
- Володар Кубка банку Суруга: 2015
- Володар Кубка Лібертадорес: 2015
- Переможець Рекопи Південної Америки: 2015

«Вільярреал»
- Володар Ліги Європи УЄФА: 2020-21

Аргентина
- Срібний призер Кубка Америки: 2016
- Бронзовий призер Кубка Америки: 2019